# ماریبل مستره
ماریبل دل کارمن پارا ده مستره (زادهٔ ۲۴ اوت ۱۹۶۵) یک افسر نیروی دریایی ونزوئلا و مدیر اجرایی شرکت نفت است. او با رتبه یازدهم از آکادمی نظامی نیروی دریایی بولیواری فارغ‌التحصیل شد و حرفهٔ دریایی‌اش شامل تجربه در زمینه لجستیک، خدمت به‌عنوان دستیار بانوی اول ونزوئلا و معاون فرمانده دانشجویان در آکادمی نیروی دریایی بود. در سال ۲۰۱۱، او نخستین زنی از زولیا بود که به درجهٔ دریابان ارتقا یافت و در سال ۲۰۱۴ نخستین زن ونزوئلایی شد که به درجهٔ دریاسالار دوم دست یافت. او که از حامیان رئیس‌جمهور پیشین هوگو چاوز بود، توسط جانشین او، نیکلاس مادورو، در سال ۲۰۱۷ به‌عنوان معاون اجرایی شرکت دولتی نفت ونزوئلا، پی‌دی‌وی‌اس‌ای منصوب شد. این اقدام از سوی برخی به‌عنوان تصرف بخش نفت توسط ارتش تفسیر شد.

## زندگی و حرفه اولیه
ماریبل پارا ده مستره در ۲۴ اوت ۱۹۶۵ در بیمارستان مرکزی ماراکایبو در زولیا از پدر و مادری به نام‌های گی‌یرمو پارا و لدیا پروزو زاده شد. او آموزش ابتدایی و پیش‌دبستانی را در مدرسه سیمون رودریگز و تحصیلات متوسطه را در مؤسسه خوزه رامون یپز در زولیا به پایان رساند. پس از فارغ‌التحصیلی از دبیرستان در ژوئن ۱۹۸۲، به‌جای ورود به دانشگاه زولیا، تصمیم گرفت وارد آکادمی نظامی نیروی دریایی بولیواری شود. او در ۵ ژوئیه ۱۹۸۶، در میان صدها دانشجو، با رتبه یازدهم از کلاس خود فارغ‌التحصیل شد.
پارا ده مستره به‌عنوان یک آلفرس د ناویو (تقریباً معادل ستوان دوم یا ستوان یکم) با تخصص در الکترونیک منصوب شد. او در سال ۱۹۸۸ دوره آموزشی دریایی را گذراند و سپس از دانشگاه ملی تجربی نیروهای مسلح با مدرک کارشناسی ارشد فارغ‌التحصیل شد و به درجهٔ ستوان دوم ناوچه ارتقا یافت. پس از ترفیع به درجهٔ ناوسروان، به‌عنوان دستیار بانوی اول ونزوئلا خدمت کرد. سپس به درجهٔ ناخدا دوم ارتقا یافت و برای یک سال به ایالات متحده سفر کرد تا در مؤسسه همکاری امنیتی نیم‌کره غربی تحصیل کند. پس از بازگشت به ونزوئلا، معاون فرمانده گردان دانشجویان آکادمی نیروی دریایی شد و پس از ارتقا به درجهٔ ناخدا، مدیر اداره تدارکات و تدارکات نیروی دریایی شد. او بعدها به‌عنوان رئیس لجستیک لشکر پیاده‌نظام وارگاس منصوب شد.

## دریاسالاری
پارا ده مستره در ۵ ژوئیه ۲۰۱۱ به درجهٔ دریابان ارتقا یافت و نخستین زنی از زولیا شد که به این درجه دست یافت. در ۴ ژوئیه ۲۰۱۴، او نخستین زن ونزوئلایی شد که به درجهٔ دریاسالار دوم رسید، زمانی که رئیس‌جمهور نیکلاس مادورو او را به این درجه ارتقا داد. روز بعد، او نخستین زنی شد که رهبری رژه ترکیبی غیرنظامی و نظامی را که سالانه در سالگرد امضای اعلامیه استقلال ونزوئلا برگزار می‌شود، بر عهده گرفت. در سال ۲۰۱۴، او به‌عنوان رئیس شرکت حمل‌ونقل سنگین نیروهای مسلح منصوب شد.

## مدیر شرکت نفت
در ۲۹ ژانویه ۲۰۱۷، پارا ده مستره توسط رئیس‌جمهور مادورو به‌عنوان معاون اجرایی پی‌دی‌وی‌اس‌ای، شرکت دولتی نفت ونزوئلا، منصوب شد. این اقدام بخشی از تغییرات گسترده در هیئت‌مدیره این شرکت بود که با هدف کاهش فساد و تقویت مدیریت شرکت به‌عنوان بخشی از طرح گویانا سوسیالیستا مادورو انجام شد. این اقدام به‌عنوان بخشی از تصرف بخش نفت توسط ارتش تلقی شد. در اکتبر ۲۰۱۷، مادورو او را مأمور توسعه طرح امنیتی برای حفاظت از صنعت نفت در برابر حملات و تأمین امنیت کارکنان آن در برابر قتل و آدم‌ربایی کرد.

## زندگی شخصی
پارا ده مستره با آمیلکار مستره ازدواج کرده و دو دختر به نام‌های آمیبل و ماریبل دارد. او از حامیان رئیس‌جمهور پیشین هوگو چاوز بود.